# David Diop
David Diop (Parigi, 24 febbraio 1966) è uno scrittore francese.

## Biografia
Nato nel 1966 a Parigi da madre francese e padre senegalese, ha trascorso la giovinezza in Senegal prima di tornare in Francia a completare gli studi e insegnare letteratura del diciottesimo secolo all'Università di Pau.
Nel 2012 ha pubblicato la sua prima opera: il romanzo storico 1889, l'Attraction universelle che narra della delegazione senegalese composta da 11 membri all'Esposizione universale di Parigi.
Nel 2018 ha dato alle stampe un secondo, pluripremiato romanzo, Fratelli d'anima, storia di un tirailleurs sénégalais che decide di vendicare un amico morto durante la prima guerra mondiale uccidendo più tedeschi possibile.

## Opere

### Romanzi
- 1889, l'Attraction universelle (2012)
- Fratelli d'anima (Frère d'âme, 2018), Vicenza, Neri Pozza, 2019 traduzione di Giovanni Bogliolo ISBN 978-88-545-1761-5.
- La porta del non ritorno (La Porte du voyage sans retour, 2021), Vicenza, Neri Pozza, 2023 traduzione di Margherita Botto ISBN 978-88-545-2474-3.

### Saggi
- Rhétorique nègre au xviiie siècle (2018)

## Premi e riconoscimenti
- Prix Goncourt des lycéens: 2018 vincitore con Fratelli d'anima[7]
- Premio Strega Europeo: 2019 vincitore con Fratelli d'anima[8]
- Europese Literatuurprijs: 2020 vincitore con Fratelli d'anima[9]
- International Booker Prize: 2021 vincitore con Fratelli d'anima[10]